# Nehvizdy
Nehvizdy település Csehországban, a Kelet-prágai járásban. Nehvizdy Horoušany, Čelákovice, Jirny, Zeleneč és Vyšehořovice településekkel határos. Lakosainak száma 4383 fő (2024. január 1.).

## Népesség
A település lakosságának változását az alábbi diagram mutatja:
| Lakosok száma | 862  | 793  | 812  | 930  | 904  | 2166 | 2602 | 3398 | 3917 | 4383 |
|               | 1869 | 1900 | 1921 | 1961 | 1980 | 2011 | 2016 | 2019 | 2021 | 2024 |